# Asota circularis
Asota circularis är en fjärilsart som beskrevs av Gottfried Christian Reich 1938. Asota circularis ingår i släktet Asota och familjen nattflyn. Inga underarter finns listade i Catalogue of Life.